# Renildo Calheiros
Renildo Vasconcelos Calheiros (Murici, 20 de abril de 1959) é um geólogo e político brasileiro. Exerce mandato de deputado federal pelo estado de Pernambuco.

## Biografia
Natural de Alagoas, formou-se em Geologia pela Universidade Federal de Pernambuco (UFPE) em 1987. Iniciou sua vida política ainda na faculdade integrando o diretório acadêmico de geologia e o diretório central dos estudantes da Universidade.
No período de 1984 a 1986, foi presidente da União Nacional dos Estudantes (UNE), sendo assim o primeiro presidente legal da entidade.
Filiou-se ao Partido Comunista do Brasil em 1985, do qual foi vice-presidente nacional.
Em novembro de 1988, elegeu-se vereador em Recife, depois da decisão do Tribunal Regional Eleitoral de Pernambuco que aumentou de 33 para 35 as vagas na Câmara Municipal de Recife em decorrência do crescimento populacional registrado pelo IBGE.
Em outubro de 1990, elegeu-se deputado federal. No pleito de 2002, foi eleito pela segunda vez para este cargo, sendo reeleito em 2006. Foi vice-líder do governo Lula na Câmara dos Deputados, entre 2003 e 2007.
Foi eleito prefeito de Olinda no primeiro turno das eleições de 2008, com 56,43% dos votos válidos e reeleito, também no primeiro turno, nas eleições de 2012, com 50,45% dos votos válidos.
Desde 2017, Renildo Calheiros está sendo processado pelo Ministério Público de Pernambuco por não prestar contas da aplicação de recursos do Fundo Nacional de Desenvolvimento da Educação (FNDE). Segundo a denúncia, Renildo teria recebido R$ 1,437 milhões em 2011 para aplicação no fundo, através do Programa Nacional de Inclusão de Jovem Urbano, que visava a qualificação de jovens entre 18 e 29 anos. O prazo para a prestação de contas se encerrou em dezembro de 2016. Renildo passou a ser investigado por crime de responsabilidade e improbidade administrativa.
Atualmente, é Deputado Federal pelo estado de Pernambuco após ser eleito em 2018 para a Legislatura 2019-2022.

## Vida pessoal
É irmão do senador por Alagoas e ex-presidente do Senado, Renan Calheiros e do deputado estadual por Alagoas, Olavo Calheiros, e pai de Iris, Pedro, Lis e Rafael Calheiros.[carece de fontes?]